# Richard V. Gotti
Richard V. Gotti (nacido en 1942) es un mafioso estadounidense de la familia criminal Gambino.
Gotti nació en el Bronx, Nueva York, en 1942. Era uno de los 13 hijos (dos de los cuales murieron al nacer) de John Joseph Gotti Sr. y Philomena "Fannie" DeCarlo. Entre los hermanos de Gotti estaban el antiguo jefe de los Gambino John, el capo Gene, el antiguo jefe Peter y Vincent Gotti. Se criaron en East New York, Brooklyn. Gotti tuvo un hijo, Richard G. Gotti, que le siguió en el crimen organizado. En 1988, Gotti se había convertido en un made man y en 1999 en un caporegime. 
El 4 de junio de 2002, Richard fue acusado de chantaje y extorsión, principalmente en relación con los delitos de los Gambino en un local de la Asociación Internacional de Estibadores y el intento de extorsión del actor Steven Seagal. El 17 de marzo de 2003, Gotti fue condenado por extorsión y blanqueo de dinero. Gotti fue posteriormente condenado a 16 años de prisión federal. Salió de la cárcel el 12 de agosto de 2005.